# Rymosia madernsis
Rymosia madernsis är en tvåvingeart som beskrevs av Stora 1941. Rymosia madernsis ingår i släktet Rymosia och familjen svampmyggor. Inga underarter finns listade i Catalogue of Life.